# Le Fantôme (La Patrouille des Castors)
Pour les articles homonymes, voir Fantôme (homonymie).
Le Fantôme est le 16e album de la série de bande dessinée La Patrouille des Castors dessiné par Mitacq sur un scénario de Jean-Michel Charlier. Il est prépublié dans le journal Spirou, entre mars 1966 et janvier 1967, puis est publié sous forme d'album en 1969. Il constitue un diptyque avec L'Autobus hanté.

## Univers

### Synopsis

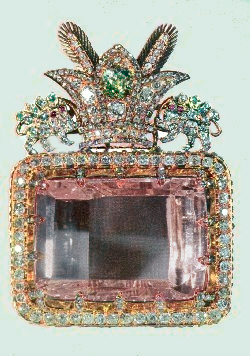
Le Daria-e nour (orthographié Daria-i-nour), un des plus belles pièces du trésor des Shahs de Perse, représenté en planche 3.

Après un long périple, les Castors sont arrivés en Iran, accompagné d'Aigle, le scout-routier qui les accompagne mais qui est, en réalité, un voleur recherché par toutes les polices et qui est surnommé Le Fantôme (voir L'Autobus hanté). Après quelques semaines de visites, leur hôte, Sélim Hassadjan, leur annonce la visite du trésor des Shahs de Perse et, ensuite, celle de la réserve de pierres précieuses de la dynastie des Séfévides. Cette dernière visite est entourée de nombreuses mesures de sécurité. Pourtant, c'est là que le Fantôme décide d'agir. Il parvient à s'enfuir avec des pierres brutes. Sur le point de partir, les scouts proposent de servir d'appât en retournant à Paris par la route avec un laissez-passer impérial... 

### Personnages
Les scouts :
- Poulain, chef de patrouille
- Chat
- Faucon
- Tapir
- Mouche

Les autres personnages :
- Azraf : jeune Iranien, fils de Sélim Hassadjan
- Sélim Hassadjan : Directeur des Trésors impériaux d'Iran, père d'Azraf
- Le Fantôme : voleur, il a pris l'identité de Charles Perez (Aigle)
- Lieutenant Ali Hodger : lieutenant qui suit les scouts avec ses hommes
- Charles Perez : enlevé par le Fantôme, il est enfermé en France

## Publication

### Revues
Publié dans Spirou du 31 mars 1966 (n° 1459) au 19 janvier 1967 (n° 1501).

### Album
Publié en album en 1969, aux éditions Dupuis. Il a ensuite été réédité (avec un numéro 16, sur la couverture) et en avril 1985 (en album cartonné). Il a ensuite été réédité dans le 5e tome de la série Tout MiTacq, Les Castors - Les signaux invisibles, publié en 1992 et dans le 4e tome de L'intégrale de la Patrouille des Castors, en février 2013.

### Couverture de l'album
La couverture de l'album représente Poulain, Faucon et Mouche en slip, observant une trace de pas, avec l'autobus, au loin.